# Pfarrkirche Weißenkirchen in der Wachau

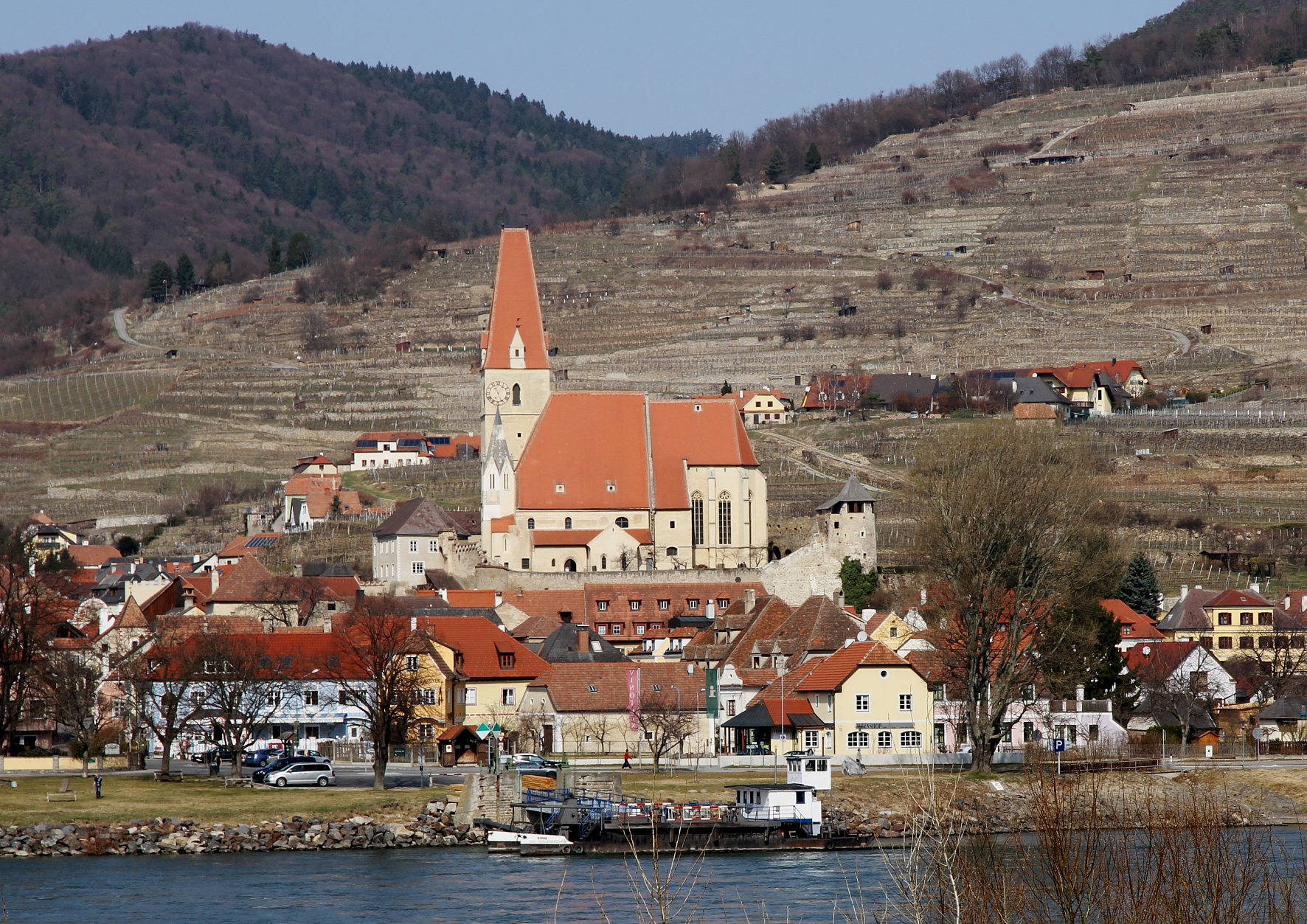
Katholische Pfarrkirche Mariä Himmelfahrt in Weißenkirchen in der Wachau

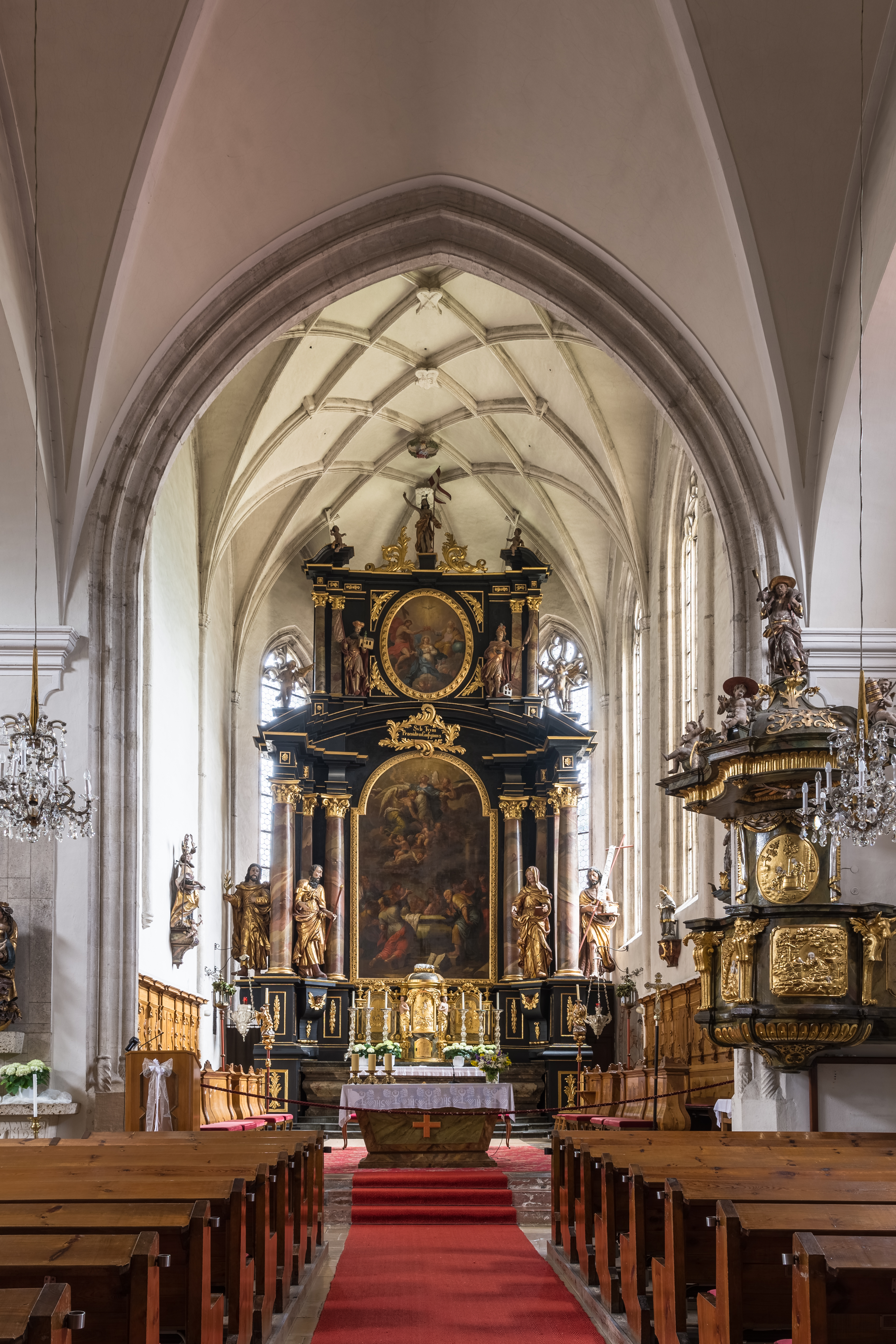
Im Langhaus zum Chor mit dem Hochaltar

Die Pfarrkirche Weißenkirchen in der Wachau steht dominierend und den Ort überragend von einer Befestigungsanlage mit drei Ecktürmen umgeben in der Marktgemeinde Weißenkirchen in der Wachau im Bezirk Krems-Land in Niederösterreich. Die unter dem Patrozinium Mariä Himmelfahrt stehende römisch-katholische Pfarrkirche gehört zum Dekanat Spitz in der Diözese St. Pölten. Die Wehrkirche steht unter Denkmalschutz (Listeneintrag).

## Geschichte
Nach 1000 wurde ein ab 987 zur Pfarre St. Michael gehörige Kapelle genannt. 1162 wurde eine dem Stift Sankt Florian gehörige Kirche der Mutterpfarre des Tals Wachau genannt. In der zweiten Hälfte des 13. Jahrhunderts erfolgte ein Kirchenbau im Bereich des heutigen südlichen Seitenschiffes. 1258 verzichtete Alberto von Kuenring zugunsten der Pfarre St. Michael auf die Kirche in Weißenkirchen. Mit 1346 hatte die Kirche einen eigenen Priester. In der ersten Hälfte des 14. Jahrhunderts erfolgte eine Erweiterung der Kirche nach Norden im Bereich des heutigen Mittelschiffes. 1439 wurde ein nördliches Seitenschiff und 1455 eine nördliche Kapelle angebaut. Um 1450 bekam die Kirche eigene pfarrliche Rechte. 1502 wurde der massive Nordwestturm errichtet. Von 1519 bis 1529 entstand der spätgotische Chor. Im ersten Drittel des 16. Jahrhunderts erfolgte ein Ausbau der Wehranlage. 1632 wurde die Kirche selbständige Pfarrkirche und erhielt 1665 einen eigenen Friedhof. 1736/1738 wurde das Langhaus barockisiert. 1793 wurde bei einem Brand das Kirchendach zerstört.

## Architektur
Kirchenäußeres
Der wuchtige vielteilige Kirchenbau mit einem spätgotischen Chor hat einen mächtigen Westturm. Das gedrungene Langhaus im Kern aus dem 13. und 14. Jahrhundert mit rundbogigen Lichtgadenfenstern trägt ein monumentales steiles im Westen abgewalmtes Dach, im Süden sind unter dem Traufgesims Reste eines spätmittelalterlichen Schablonenfrieses erhalten. Das südliche Seitenschiff im Kern aus dem 13. Jahrhundert unter einem Pultdach mit einem Spitzbogenschlitz hat ein reich verstäbtes Spitzbogenportal um 1500. Im Süden östlich dem südlichen Seitenschiff vorgestellt schließt ein zweiachsiger spätgotischer Kapellenanbau aus dem Ende des 16. Jahrhunderts unter einem Satteldach mit Spitzbogenfenstern an. Im Norden besteht ein kleiner spätgotischer Kapellenanbau aus 1455. Der monumentale quadratische Nordwestturm aus 1502 dominiert den Kirchenbau, hochaufragend ist der Turm durch Gesimse in fünf Geschoße unterteilt, im ersten Obergeschoß sind Spitzbogenfenster mit Krabbenbesatz, die Schallfenster sind spitzbogig, das steile Walmdach hat Dacherker. Das Hauptportal der Kirche ist ein Spitzbogenportal mit reicher spätgotischer Birnstabprofilierung und hat ein eingestelltes Schulterbogentor.

## Ausstattung
Von der ursprünglichen gotischen Einrichtung sind nur mehr das Taufbecken aus rotem Marmor im rechten Seitenschiff und eine Muttergottesstatue aus dem Jahr 1520 erhalten.
Der schwarz-goldene Hochaltar um 1700 hat ein Doppelsäulenretabel mit teils gesprengtem Segmentbogengiebel auf einem durchgehenden hohen Sockel mit Opfergangsportalen. Das Altarbild, ein Ölgemälde mit dem Thema „Maria Himmelfahrt“, hat vermutlich Karl von Reslfeld Anfang des 18. Jahrhunderts gemalt. Umrahmt ist es mit vier monumentalen Heiligenfiguren, die den hl. Josef, den hl. Joachim, den hl. Johannes d. Täufer und die hl. Anna darstellen. Die Kanzel ist ein Werk aus dem Jahr 1742. Am Korb befinden sich Reliefs, die Christus am Ölberg, Maria Magdalena und König David darstellen. Auf dem Schalldeckel sind die Symbole der vier Kirchenväter dargestellt.

### Orgel
Die in grün-gold gehaltene Rokokoorgel wurde um 1770 von der Orgelbaufamilie Gatto angefertigt und 2002 originalgetreu von Pflüger Orgelbau restauriert. In der Literatur gibt es unterschiedliche Angaben bezüglich Fertigungsjahr und Orgelbauer, weil einerseits es eine Signatur mit „Diese Orgel ist gemacht worden durch Herrn Joseph Gatto bürgerlicher Orgel Macher in Crems 1768“ gibt und anderseits eine Rechnung aus dem Jahr 1775 von Ignaz Gatto der Ältere.

## Wehranlage

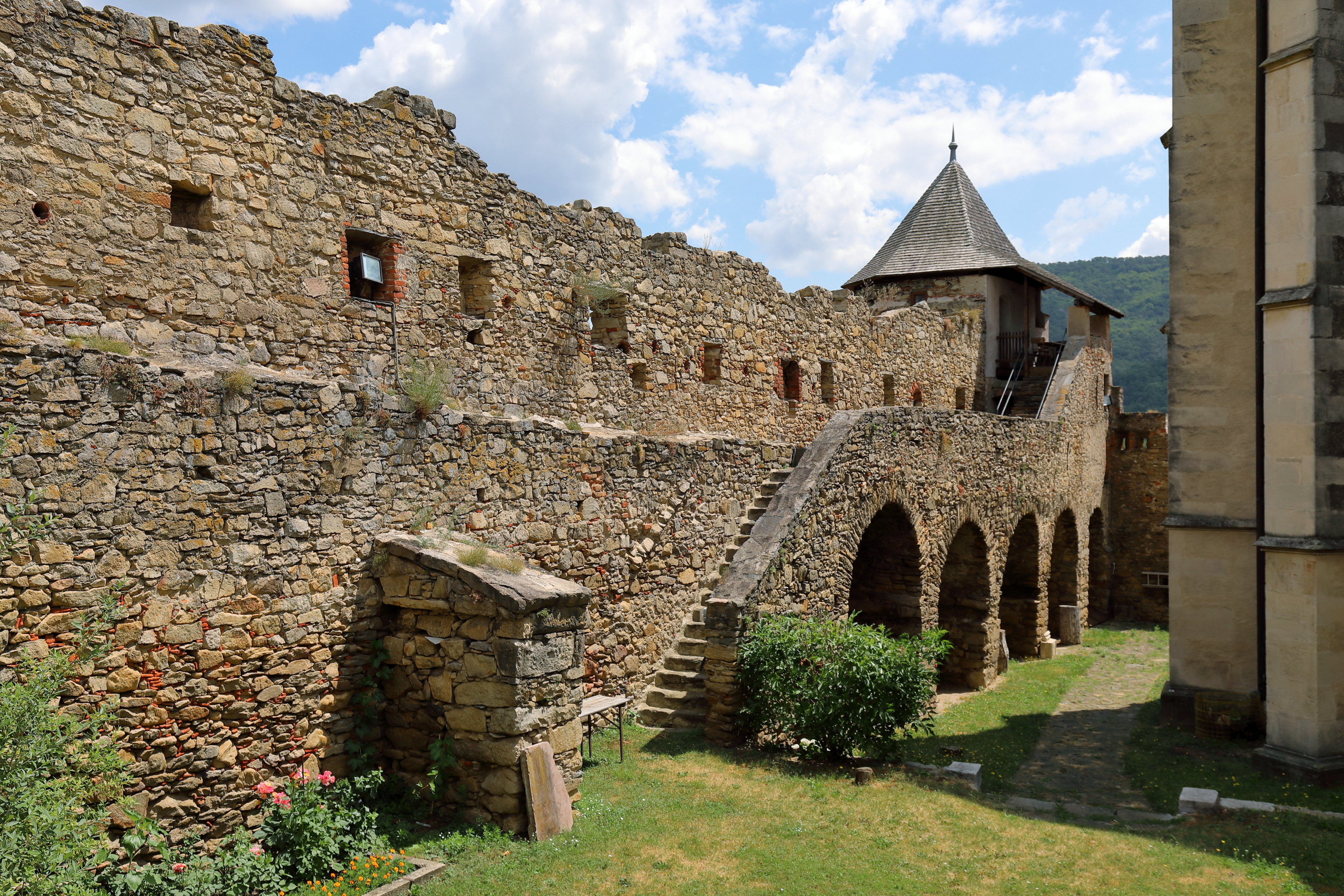
Nordöstliche Wehrmauer

Die Kirchenfeste mit drei mehrgeschoßigen Ecktürmen ist die bedeutendste Niederösterreichs. Die spätmittelalterliche Anlage wurde im ersten Drittel des 16. Jahrhunderts errichtet und 1533/31 vollendet und ist bis auf die Nordseite im Wesentlichen erhalten.